# Cybercat Kurochan
Cybercat Kurochan (サイボーグ クロちゃん Cyborg Kuro-chan?) es una serie de manga escrita e ilustrada por Naoki Yokouchi, publicada en la revista japonesa Comic Bom Bom a partir de agosto de 1997. Su popularidad hizo de Kurochan el personaje número uno en las encuestas de popularidad de la revista, por encima de figuras como Medarot y Microman. En octubre de 1999, CyberCat pasó de manga a anime, con un éxito que llegó a igualar, e incluso a superar, al de títulos clásicos como Mobile Suit Gundam Wing.

## Argumento
Kurochan es un gato que vive con una pareja de ancianos a los que protege como el perfecto vigilante. Sin embargo, continuamente sufre lesiones y fatigas cumpliendo su labor como guardián. Con el tiempo, Kurochan, mientras espía a Puhrry (una hermosa caniche rosa), a quien ama en secreto y a quien después de mucho tiempo decide declararle su amor, es secuestrado por el malvado Dr. Go, quien lo transforma en un cyborg para que lo ayude en su plan de dominar el mundo. El gato cibernético comienza a desobedecer al malvado doctor y se quita el chip de control que tiene en una oreja, como si este fuera una pulga. Al escapar de la influencia del Dr. Go, Kurochan busca la forma de ocultar su cuerpo metálico y su capacidad de hablar. Roba un gato de peluche de una máquina de juegos, quitando el relleno del interior, y se viste con la piel del juguete. Desde ese momento el trabajo como guardián de Kurochan se complicará, ya que tendrá que defender la casa de los abuelos de los absurdos planes del Dr. Go y sus malvados inventos.
Kurochan ayuda a los abuelos en los ratos libres reparando los artefactos de la casa. Al mismo, cuando se lastima de tantas aventuras, cambia de piezas gracias a su habilidad y a los aparatos descompuestos que traen los ancianos. Los abuelos, a pesar de admirarse de la experticia de su mascota como reparador, tal como dice Kurochan, «no se dan cuenta de que un gato normal no haría estas cosas», aportando aquí una pequeña cuota de humor con esta pequeña paradoja.

## Personajes
- Kurochan

El gato cibernético. De muy mal carácter y belicoso. Únicamente se porta bien con los abuelos, a quienes siempre protege. Kurochan no siempre fue cibernético, de hecho era un gatito normal, salvo en su ferocidad y afán de proteger tanto a los abuelos como sus bienes. Este poderoso personaje tiene todo un arsenal almacenado en el pecho (entre ellos una ametralladora Gatling, misiles y una espada) el cual no duda en usar en momentos de peligro.
- Los abuelos

Son los dueños de la casa donde vive Kurochan. Estos amables ancianitos jamás se enteran de nada e ignoran totalmente el hecho de que Kurochan sea un gato cibernético. Siempre salen a pasear (a veces necesitando la ayuda del gato, ya que olvidan cómo llegar a casa) o tomar el té en su pacífica fachada.
- Dr. Goh

El creador de casi todos los cibernéticos y otros inventos que aparecen en la serie. Mantiene una extraña relación de amistad/odio con Kurochan. Tiene un gran afecto con Mi-Kun, tratándolo con gran cariño y afecto, casi como a un hijo.
- Mi-Kun

Primer gato cibernético, creado por el Dr. Goh. Gran compañero y asistente del doctor. Siempre obedece y le ayuda con sus planes e inventos estrambóticos. Tiene la extraña capacidad de fusionarse a cualquier desecho metálico o maquinaria (gracias a un chip especial), agregando de este modo características adicionales a él.
- Ichiro Suzuki

Un profesor de escuela, seguidor y admirador de Kurochan. Lo llama maestro y desea aprender todo de él. Posee una gran habilidad al manejar vehículos, siendo de gran ayuda para el felino.
- Nana

Una robot-lámpara, creada por Kotaro. Está enamorada de Kurochan, pero al parecer este no la toma mucho en cuenta. Nana hace esfuerzos increíbles para ocupar un puesto en el corazón del protagonista, sin aceptar el rechazo.
- Romeo y Julieta

Dos robot-poste que están enamorados. Viven en un constante idilio, casi al margen de todo lo que pasa.
- Kotaro

Un joven genio obsesionado con Kurochan. Tan grande es la obsesión, que se disfraza como un gato (y aunque no tiene ningún parecido con Kurochan, todos los confunden). Al comienzo quería demostrar que era tan poderoso como Kurochan.
- Megumi

Una bombero y amor secreto de Suzuki.
- Matatabi

Un gato de verdad, que fue compañero de infancia de Kurochan. Luego comienza a culpar a Kurochan de todas sus desgracias y termina siendo su enemigo. Utiliza un boomerang como arma.
- Cheiko

Una niña con poderes paranormales.

## Banda sonora
- Opening

1. Guru Guru Kuro-chan por Lady Q.

- Ending

1. Positive Vibration (Vibraciones Positivas) por Sister K.
2. "Para Para Kurochan" (Emitido desde el episodio 62 al 66)

Letra/canción : Kyû(きゅう). Composición y arreglos: Naigaiken (ながいけん)

## Voces
| Personaje           | Seiyu Original (Japón) | Actor de voz (Hispanoamérica) |
| ------------------- | ---------------------- | ----------------------------- |
| Kuro-chan           | Chika Sakamoto         | Ernesto Lezama                |
| Mikun               | Chiharu Tezuka         | Sergio Bonilla                |
| Kotaro              | Rika Komatsu           | Gabriela Willert              |
| Nana                | Hiromi Tsunakake       | Circe Luna (?)                |
| Dr. Mantaro Takeshi | Tohru Furusawa         | Mario Sauret                  |
| Ichiro Suzuki       | Toshiyuki Morikawa     | César Soto                    |
| Basan               | Satomi Koorogi         | ?                             |
| Romeo               | Kōsuke Okano           | Rolando de Castro             |
| Narración           | Naoki Tatsuta          | Joaquín Martal                |